# 吳來鳳
吳來鳳（15世紀—16世紀），字儀舜，江西吉安府廬陵縣人，明朝政治人物。

## 生平
吳來鳳是隱士吳成之子，家族原居永豐縣永豐鄉楓坑，後移居廬陵，他在嘉靖十三年（1534年）中甲午科江西鄉試舉人，授高唐學正，改任蘇州教授，他個性淡泊，教授士子以至誠道義，讓諸生嚮往，當時學署水池中蓮花一莖雙葩，蘇州人認為是他的德行感動上天，諸生周天球寫下文章以紀念此事。之後他陞為國子監博士，很快因為母親逝世回鄉，服闋後不再出仕，在家去世，沒有後嗣，而且貧窮得無法下葬，鄉人深感哀悼。

## 引用
1. 1 2  同治《廬陵縣志·卷二十九·人物志》：吳來鳳，字儀舜，隱士成之子，嘉靖甲午舉於鄉，為高唐學正、蘇州教授，陞國子博士，性清雅淡，有超然出塵之槩，其職教事一以誠率諸生，諸生慕服，在蘇學齋舍有蓮池一莖雙葩，蘇人以為德感，周天球為文以紀其事，稱其行齊元範、言吐德音不矜名，以詭時不矯節，以抗世翛閒清妙，令人意消，非亹亹於章程而覿之者，自化不介介於畦徑而風之者自遠，可謂以誠服人，不大聲色者矣，蓋實錄也。及丁母憂服闋不復仕，家貧甚，沒且乏嗣，鄉論共嗟悼之。 舊志
2. ↑  同治《永豐縣志·卷二十一·宦業》：吳來鳳，字儀舜，永豐鄉楓坑人 徙居廬陵，其族姓散處繁盛，珠窟、中沙、田心等處皆其同族 ，領嘉靖甲午鄉薦，授高唐學正、蘇州教授，陞國子博士；性清介，以道義率士，士皆悅服，在蘇學所居宅有池蓮一莖數葩，周天球紀其事，及丁內艱服闋不仕，安貧樂道以終，崇祀鄉賢。
3. ↑  光緒《蘇州府志·卷七十三·名宦六》：吳來鳳，字儀舜，廬陵人，嘉靖二十三年鄉舉，任蘇州教授，性雅澹清淳，勢利不入其念，其職教事一以至誠道義，諸生皆慕服，時學署池中生蓮一莖雙葩，蘇人以為德感，諸生周天球為文以紀盛事，陞國子博士，尋以母艱去，服闋不復仕，卒於家，貧不能葬，鄉人悼之。 王志堅府志稿